# Janine Chasseguet-Smirgel
Janine Chasseguet-Smirgel, gelegentlich Chasseguet-Smirguel (* 1928 in Paris; † 5. März 2006 ebenda) war eine führende französische Psychoanalytikerin, Lehranalytikerin und Präsidentin der Société Psychanalytique in Paris. Von 1983 bis 1989 fungierte sie als Vizepräsidentin der International Psychoanalytical Association. Chasseguet-Smirgel war 1982/83 Inhaberin des Freud Memorial Chair am University College London und von 1992 bis 1996 Professorin für klinische Psychologie und Psychopathologie an der Université Lille Nord de France.

## Leben und Werk
Chasseguet-Smirgel entstammte einer Familie des osteuropäischen Judentums, die während des Zweiten Weltkrieges zahlreiche Opfer zu beklagen hatte. Schon deshalb war sie politisch hoch sensibel und engagiert. Als Antifaschistin war sie Mitglied der (damals stalinistischen) KPF geworden, in der sie auch ihren späteren, aus Ungarn stammenden Ehemann Béla Grunberger (1903–2005) kennenlernte. Nachdem 1956 die Rote Armee den Ungarischen Volksaufstand gewaltsam niedergeschlagen hatte, brachen sie und Grunberger jedoch mit dem Kommunismus. Als später im Gefolge der Pariser Mai-Unruhen marxistische Theorie wieder eine hohe Aktualität gewann, schrieben beide – unter dem Pseudonym „André Stéphane“ – eine politische Kampfschrift dagegen: L'Univers contestationnaire ou les nouveaux chrétiens (Paris 1969).
Janine Chasseguet-Smirgel hatte an der Sorbonne Politische Wissenschaft studiert, wandte sich aber unter dem Einfluss von Béla Grunberger, einem ebenfalls nicht-medizinischen Psychoanalytiker, Mitte der 1950er Jahre der Psychoanalyse zu, der sie dann lebenslang ihr Schaffen widmete. Hier vertrat sie eine streng orthodoxe Linie, was sich am deutlichsten in dem wiederum zusammen mit Grunberger verfassten Werk Freud ou Reich. Psychanalyse ou Illusion (1976) zeigt. Während die 68er-Bewegung sowohl Freud als auch Reich auf ihre Fahnen schrieb, demonstrieren die Autoren, dass zwischen beiden ein unversöhnlicher Gegensatz besteht.
Bekannt wurde Chasseguet-Smirgel durch ihre Weiterentwicklung der Freudschen Theorie über Das Ich und das Es und die Verknüpfung mit dem Narzissmus, als auch für den Ausbau dieser Theorie zu einer umfassenden Kritik utopischer Ideologie. Ihr Werk zeichnet sich durch besonderes Engagement für eine Psychoanalyse der Literatur und der Gesellschaft aus, also für eine Psychoanalyse jenseits der Heilbehandlung.
Ihre erste Schaffensperiode war der Erforschung der weiblichen Sexualität gewidmet, durchaus kritisch Freud und den Post-Freudianern gegenüber. Ihr Interesse an Kreativität – als Funktion für die Restitution des narzisstischen Traumas – und ihre Sensibilität für politische Strömungen und versteckte Gewalt charakterisieren die zweite Periode. Es folgt die Auseinandersetzung mit dem Ich-Ideal und der Idealisierung.
Ab Mitte der 1970er Jahre, in ihrer vierten Schaffensphase, steht die Kritik am Anti-Ödipus von Gilles Deleuze und Félix Guattari im Mittelpunkt. Auch befasst sie sich in dieser Periode intensiv mit dem Studium der Perversion und erkennt, dass es in jedem Menschen einen sogenannten perversen Kern gäbe, der unter bestimmten Bedingungen aktiviert werden könne. Die letzte Phase ihres Werkes ist von zunehmendem Konservativismus geprägt und schwer einzuordnen. Die Themen sind vielfältig, Fragen der analytischen Technik, Ethik und Kultur überwiegen.
1988 wurde sie mit dem Gay-Lussac-Humboldt-Preis ausgezeichnet.

## Veröffentlichungen (Auswahl)
Autorin
- (avec Béla Grunberger; pseud. André Stéphane): L'Univers contestationnaire ou les nouveaux chrétiens. Paris 1969
- (avec Béla Grunberger) Freud ou Reich? Psychanalyse et Illusion. Paris: Claude Tchou 1976 (dt.: Freud oder Reich? Psychoanalyse und Illusion. Übers.: Gerhard Ahrens. Frankfurt/M...: Ullstein 1979 ISBN 3-548-03583-3)
- Pour une psychanalyse de l'art et de la créativité. Paris 1971 (dt.: Kunst und schöpferische Persönlichkeit. Anwendungen der Psychoanalyse auf den außertherapeutischen Bereich. München, Wien 1988)
- L'idéal du moi. Essai psychanalytique sur la „maladie d'idéaliser“. Paris 1975 (dt.: Das Ichideal. Psychoanalytischer Essay über die „Krankheit der Idealität“. Frankfurt/M. 1987)
- Éthique et esthéthique de la perversion. Seyssel 1984 (dt.: Die Anatomie der menschlichen Perversion. Stuttgart 1989; Gießen 2002)
- Les deux arbres du jardin. Essais psychanalytiques sur le rôle du père et de la mère dans la psyché. Paris 1988 (dt.: Zwei Bäume im Garten. Zur psychischen Bedeutung der Vater- und Mutterbilder. München, Wien 1988)
- Le corps comme mirroir du monde. Paris 2003

Herausgeberin
- Recherches psychanalytiques nouvelles sur la sexualité féminine. Paris 1964,
  - Deutsche Ausgabe: Psychoanalyse der weiblichen Sexualität. Suhrkamp, Frankfurt am Main, 1974
- Wege des Anti-Ödipus. Syndikat Verlag, Frankfurt am Main, 1986

## Sekundärliteratur
- Peter Vorbach, „In memoriam Janine Chasseguet-Smirgel. 1928-2006“ in: Jahrbuch der Psychoanalyse 54 (2007), S. 205–209
- Angela Moré: Psyche zwischen Chaos und Kosmos. Die psychoanalytische Theorie Janine Chasseguet-Smirgels. Eine kritische Rekonstruktion. Gießen, Psychosozial-Verlag, 2001.
- Angela Moré: (Unbewusste) Phantasien über das Unbewusste – am Beispiel der Theorie Chasseguet-Smirgels. texte. psychoanalyse, ästhetik, kulturkritik  24(3), 2004, S. 43–58.
- Angela Moré: [über:] Janine Chasseguet-Smirgel (Hg): „Psychoanalyse der weiblichen Sexualität“, Frankfurt/Main 1974. In: Martina Löw, Bettina Mathes (Hg): Schlüsselwerke der Frauen- und Geschlechterforschung. Wiesbaden, VS Verl. f. Sozialwissenschaften, 2005, S. 59–71.